# Campionati mondiali di beach volley 2007
I Campionati del mondo di beach volley 2007 si sono svolti dal 24 luglio al 28 luglio 2007 a Gstaad, in Svizzera.

## Podi

### Uomini
| Evento                     | Oro                                     | Argento                               | Bronzo                                |
| Torneo maschile (dettagli) | Stati Uniti Todd Rogers Phil Dalhausser | Russia Dmitri Barsouk Igor Kolodinsky | Australia Andrew Schacht Joshua Slack |

### Donne
| Evento                      | Oro                                       | Argento                | Bronzo                                    |
| Torneo femminile (dettagli) | Stati Uniti Kerri Walsh Misty May-Treanor | Cina Tian Jia Wang Jie | Brasile Larissa França Juliana Felisberta |

## Medagliere
| Posizione | Paese       |   |   |   | Totale |
| --------- | ----------- | - | - | - | ------ |
| 1         | Stati Uniti | 1 | 0 | 1 | 2      |
| 2         | Germania    | 1 | 0 | 0 | 1      |
| 3         | Brasile     | 0 | 2 | 1 | 3      |
| Totale    | Totale      | 2 | 2 | 2 | 6      |